# Antignano
Pour l’article homonyme, voir Antignano (Livourne).
Antignano est une commune de la province d'Asti dans la région du Piémont en Italie.

## Administration
| Période                                  | Période  | Identité        | Étiquette | Qualité |
| ---------------------------------------- | -------- | --------------- | --------- | ------- |
| 14 juin 2004                             | En cours | Francesco Bosia |           |         |
| Les données manquantes sont à compléter. |          |                 |           |         |

### Hameaux
Perosini, Gonella

### Communes limitrophes
Celle Enomondo, Costigliole d'Asti, Isola d'Asti, Revigliasco d'Asti, San Damiano d'Asti, San Martino Alfieri